# Jerzy Wukiczewicz-Sarap

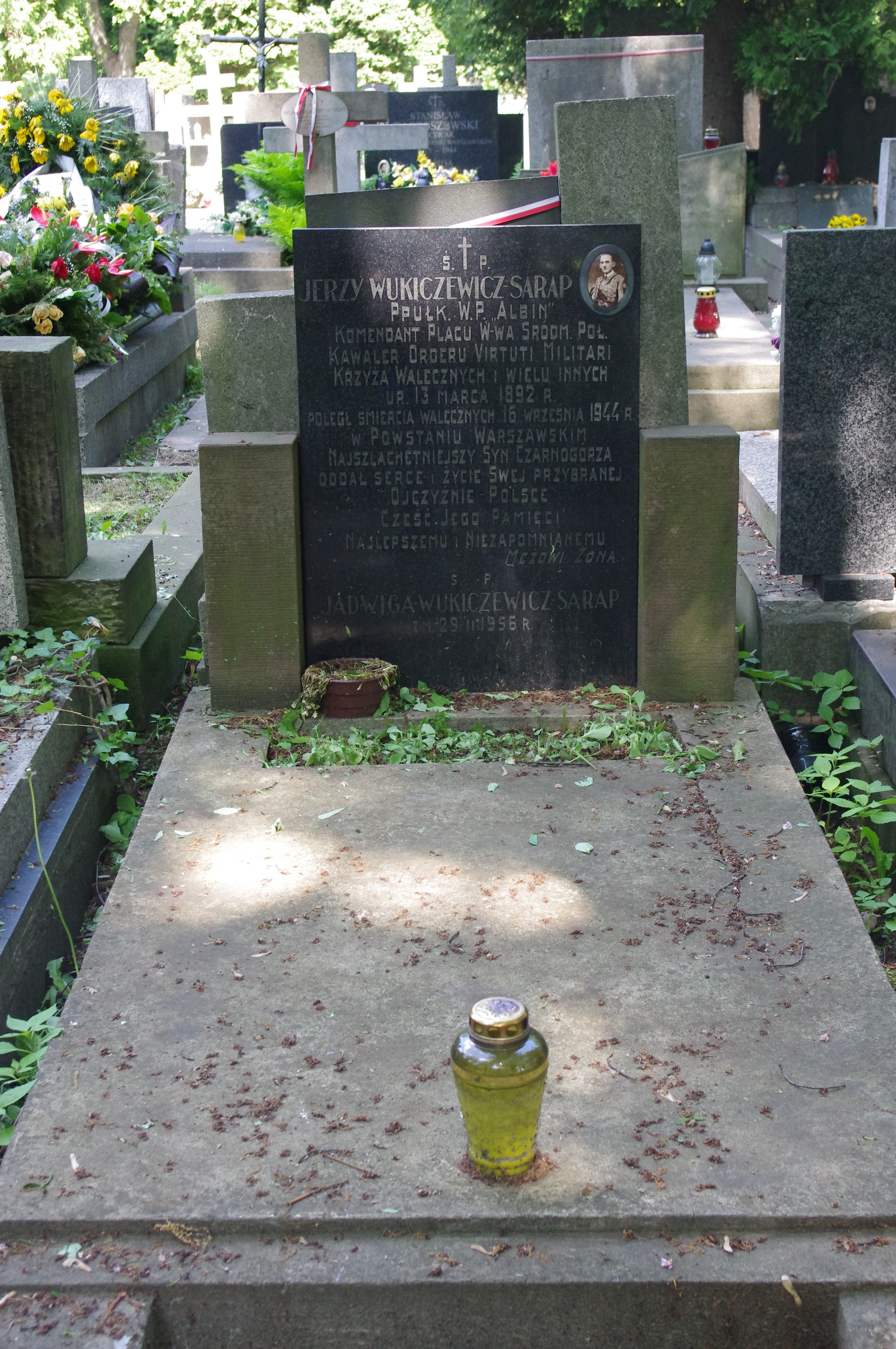
Grób Jerzego Wukiczewicz-Sarapa na Cmentarzu Wojskowym na Powązkach

Jerzy Wukiczewicz-Sarap, serb. Ђорђе Вукићевић-Сарап, Đorđe Vukićević-Sarap (ur. 26 marca 1892 we wsi Ljubotinja k. Cetynii, zm. 16 września 1944 w Warszawie) – podpułkownik broni pancernych Wojska Polskiego.

## Życiorys
W 1905 roku przyjechał do Rosji, gdzie rozpoczął naukę w korpusie kadetów w Orle. Po jego ukończeniu w 1912 roku wstąpił do Michajłowskiej Szkoły Artyleryjskiej w Moskwie. Przerwał jednak naukę, aby udać się do Czarnogóry. Wstąpił ochotniczo do armii czarnogórskiej. Brał udział w I wojnie bałkańskiej przeciwko Turcji, a następnie II wojnie bałkańskiej przeciwko Bułgarii. W styczniu 1913 roku został ranny. Następnie powrócił do Rosji, kończąc naukę w Michajłowskiej Szkole Artyleryjskiej. Krótko był instruktorem w Aleksandrowskiej Szkole Wojskowej. W listopadzie 1914 roku, w stopniu porucznika, objął dowództwo kompanii w 88 Pułku Piechoty. Walczył na frontach I wojny światowej. Od grudnia tego roku dowodził oddziałem konnym 88 pp. Wkrótce został ranny podczas bitwy pod Łodzią. Ponownie go zraniono w czasie walk nad rzeką Rawką w styczniu 1915 roku. Otrzymał Order Św. Włodzimierza, Order Świętej Anny i Order Św. Stanisława. Po wyleczeniu od sierpnia tego roku służył w szkole chorążych w Peterhofie (jako instruktor, a potem adiutant). Po rewolucji bolszewickiej 1917 roku odszedł z armii rosyjskiej. W sierpniu 1918 roku został uwięziony przez bolszewików. Po wyjściu na wolność w połowie stycznia 1919 roku, przybył wkrótce do Polski.
Został przyjęty do Wojska Polskiego. Do września tego roku pełnił funkcję oficera do specjalnych poruczeń w 3 Pułku Strzelców Wojskowej Straży Granicznej. Następnie w stopniu porucznika został dowódcą szwadronu w tym pułku. Od stycznia 1921 roku w stopniu kapitana był adiutantem 8 Dywizjonu Samochodowego. Od kwietnia do listopada 1923 roku szkolił się w Obozie Szkolnym Wojsk Samochodowych w Warszawie. Po zakończeniu przeszkolenia objął dowództwo kolumny szkolnej w 8 Dywizjonie Samochodowym zaś w kwietniu 1930 roku w 1 Dywizjonie Samochodowym w Warszawie. Od stycznia 1932 roku stał na czele referatu szkoleniowego Wydziału Samochodowego Departamentu Zaopatrzenia Inżynierii Ministerstwa Spraw Wojskowych (od 26 maja 1933 roku – Departament Techniczny MSWojsk.). W marcu 1934 roku został referentem w referacie szkoleniowym Dowództwa Broni Pancernych. Z dniem 1 grudnia 1934 roku został przeniesiony do Kierownictwa Zaopatrzenia Broni Pancernych w Warszawie. Na stopień majora został mianowany ze starszeństwem z 1 stycznia 1936 roku i 4. lokatą w korpusie oficerów samochodowych. W 1937 roku został przeniesiony do korpusu oficerów broni pancernych ze starszeństwem z 1 stycznia 1936 roku i 6. lokatą. W marcu 1939 roku pełnił służbę w Kierownictwie Zaopatrzenia Broni Pancernych w Warszawie na stanowisku kierownika referatu odbioru i wojskowego nadzoru technicznego. 
Do ataku wojsk niemieckich na Polskę 1 września 1939 roku i podczas kampanii wrześniowej był szefem służby samochodowej Dowództwa Okręgu Korpusu Nr III w Grodnie. 
W marcu 1940 roku rozpoczął działalność konspiracyjną w Związku Walki Zbrojnej. Przyjął pseudonim „Albin”. Początkowo był oficerem sztabu Komendy Okręgu Warszawa – Województwo ZWZ. W marcu 1941 roku objął kierownictwo Oddziału I w Komendzie. Od lipca 1942 roku stał na czele działu motoryzacyjnego Wydziału Broni Szybkich Oddziału III w Komendzie Głównej Armii Krajowej. W listopadzie tego roku awansowano go do stopnia podpułkownika. Po wybuchu powstania warszawskiego 1 sierpnia 1944 roku, objął funkcję komendanta placu Obwodu Śródmieście – Południe.
Zmarł 16 września tego roku w wyniku zbombardowania siedziby Komendy Placu przy ulicy Wilczej. Pochowany na cmentarzu Wojskowym na Powązkach w Warszawie (kwatera A23-12-25).

## Ordery i odznaczenia
- Krzyż Srebrny Orderu Wojskowego Virtuti Militari (pośmiertnie, 27 września 1944)
- Srebrny Krzyż Zasługi (25 maja 1929)[7][8]